# إل جي أوبتيموس L2
إل جي أوبتيموس L2 (بالإنجليزية: LG Optimus L2)‏ هو هاتف ذكي من مجموعة إل جي يعمل بنظام أندرويد، تم طرحه في الأسواق في يوليو 2012.

## الخصائص
- نظام التشغيل: أندرويد
- الكاميرا الأمامية: لا يوجد
- الكاميرا الخلفية: 3.2 ميجابكسل
- الشاشة: 240×320
- الوزن: 119 غرام
- المعالج: 800 ميجا هرتز
- الذاكرة: 384 ميجابايت
- التخزين: 1 جيجابايت